# ヴァレリー・チカロフ
ヴァレリー・パヴロヴィチ・チカロフ（ロシア語:Валерий Павлович Чкаловヴァリェーリイ・パーヴロヴィチュ・チュカーラフ；ラテン文字転写:Valery Pavlovich Chkalov, 1904年2月2日 - 1938年12月15日）はソ連の飛行士。ソ連邦英雄。
1936年6月、ツポレフ ANT-25 機で、モスクワから北極点を経由して、アムール川河口のウッド島（後にチカロフ島に改名）まで、9,374kmの無着陸飛行に成功（飛行時間は56時間20分）。さらに、翌1937年には、モスクワから北極点を経由してアメリカ合衆国のバンクーバーまで、12,000kmを越える無着陸飛行に成功し（飛行時間は63時間25分）、無着陸飛行の世界記録を打ち立てた。その功績を称え、1938年に政府からソ連邦英雄の称号を授与された。
1938年12月15日、I-180の試作機初飛行において、離陸には成功、飛行場の周りを一周して着陸進入を始めようとした矢先にエンジンが停止。滑走路手前にある空き地に不時着を試みようとしたが失敗して、機体は転覆。チカロフは重傷を負い、その後に死亡した。事故の原因は飛行前夜の気温が極端に冷え込んだにもかかわらずエンジンを保温をしなかったことと、チカロフが飛行前点検をおろそかにした事らしい。ちなみにI-180の試作2号機、3号機も墜落し、乗っていたテストパイロットも殉職している。（世界の駄っ作機より）

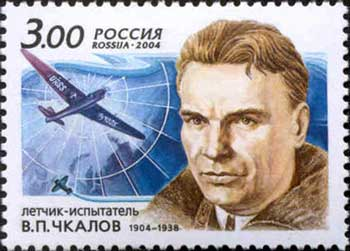
チカロフ生誕100年を記念した記念切手

オレンブルクは1938年から1957年までヴァレリー・チカロフに因んでチカロフと呼ばれていた。また、チカロフの生地ヴァシリョヴォは1938年以降、チカロフスクと呼ばれている。